# Beton polimerowy
Beton polimerowy (beton żywiczny, PC) – beton, w którym spoiwo cementowe zastąpiono żywicami syntetycznymi.
Początki betonu polimerowego można datować na lata 30. XX wieku, a to za sprawą Hermanna Staudingera, który wyjaśnił budowę łańcucha polimerowego. Początkowo właściwości polimerów nie były znane, jednakże istniało przeświadczenie o pozytywnym ich wpływie na beton, do którego coraz częściej były dodawane.

## Skład
Do wytwarzania betonu żywicznego stosowane są najczęściej kruszywa kwarcowe. Jako lepiszcze w PC stosowane są syntetyczne żywice chemoutwardzalne. Najczęściej są nimi dwuskładnikowe układy na bazie żywic poliestrowych, poliuretanowych, metakrylowych, winyloestrowych i epoksydowych. Ze względu na niską cenę do produkcji elementów prefabrykowanych najczęściej stosuje się nienasycone żywice poliestrowe. Żywice te nie są wrażliwe na nieznaczne zawilgocenie kruszywa, jednak nadmiar wilgoci może wpływać negatywnie na proces sieciowania i właściwości mechaniczne elementu. Dodatkowo, w celu zmniejszenia zawartości mikroporów oraz pęcherzyków powietrza, w mieszaninach tych zazwyczaj stosuje się mikrowypełniacze.

## Właściwości
Główną zaletą betonu żywicznego, oprócz dobrych właściwości mechanicznych, jest szybki czas utwardzania mieszaniny. Spowodowane jest to wysoką reaktywnością żywic. Na szybkość procesu sieciowania znacząco wpływa wzrost temperatury otoczenia oraz mieszaniny przed procesem utwardzania. Wzrost zawartości żywicy w mieszaninie dodatkowo zwiększa szybkość sieciowania.
Ponadto beton żywiczny charakteryzuje się:
- niską nasiąkliwością
- starzeje się wolniej niż beton cementowy
- jest bardzo gładki
- szybciej niż zwykły beton osiąga pełną wytrzymałość
- cechuje go bardzo wysoka odporność na ścieranie
- odporny na agresywne środowisko chemiczne

| Właściwości                       | Beton żywiczny | Beton żywiczny | Beton żywiczny | Zwykły beton bez dodatków polimerowych |
| --------------------------------- | -------------- | -------------- | -------------- | -------------------------------------- |
| Właściwości                       | Poliestrowy    | Epoksydowy     | Poliuretanowy  | Zwykły beton bez dodatków polimerowych |
| Gęstość [kg/m3 ]                  | 1900-2400      | 1900-2400      | 1800-2200      | 1800-2400                              |
| Skurcz liniowy [%]                | ~0,005         | ~0,02          | ~0,005         | ~ 0,1                                  |
| Wytrzymałość na ściskanie [MPa]   | 60-140         | 60-140         | 50-120         | 20-50                                  |
| Wytrzymałość na rozciąganie [MPa] | 10-25          | 10-25          | 10-25          | 2-4                                    |
| Nasiąkliwość [%]                  | ~0,05          | ~0,05          | ~0,05          | ~3                                     |

Porównanie właściwości spoiw w betonie.

## Zastosowanie
Polimerobeton w postaci betonu żywicznego (PC) ze względu na wysoką wytrzymałość mechaniczną, odporność chemiczną oraz znikomą nasiąkliwość jest często stosowany w elementach prefabrykowanych. Głównym zastosowaniem betonów żywicznych są: systemy elementów mostowych, elementy do odprowadzania ścieków komunalnych, zbiorniki na agresywne media stosowane w przemyśle, nowoczesne podkłady kolejowe, posadzki żywiczne, elementy dekoracyjne oraz zastosowania specjalne. Beton polimerowy jest również wykorzystywany przy procesach naprawy i rewitalizacji obiektów jako materiał do iniekcji w celu poprawienia właściwości elementów.